# سقط جنین در اسپانیا
سقط جنین در اسپانیا (انگلیسی: Abortion in Spain) تا ۱۴ هفته اول بارداری به درخواست فرد قانونی است و در مراحل بعدی در صورت وجود خطر برای جان یا سلامت زن یا وجود نقص‌های جدی در جنین مجاز می‌باشد.
قوانین سقط جنین در اسپانیا سابقه‌ای پرنوسان داشته‌اند. در دهه ۱۹۳۰، قوانین سقط جنین در جمهوری دوم اسپانیا آزادتر شد، اما این وضعیت دیری نپایید، زیرا اسپانیای فرانکو با حمایت کلیسای کاتولیک بار دیگر سقط جنین را جرم‌انگاری کرد. این قوانین در سال ۱۹۸۵ تعدیل شدند و در سال ۲۰۱۰ بیشتر آزادسازی شدند. سقط جنین همچنان موضوعی بحث‌برانگیز در سیاست اسپانیا است، اما تلاش‌های مداوم برای محدودسازی آن تاکنون حمایت اکثریت را به دست نیاورده است. در سال‌های اخیر، نرخ سقط جنین در اسپانیا کاهش یافته است که این امر به بهبود دسترسی به پیشگیری اضطراری از بارداری نسبت داده می‌شود.

## کلیات
سقط جنین داوطلبانه (سقط جنین القاشده) در اسپانیا تحت عنوان دوم قانون ارگانیک ۲/۲۰۱۰ در زمینه سلامت جنسی و باروری و سقط جنین تنظیم شده است که در ۵ ژوئیه ۲۰۱۰ لازم‌الاجرا شد و سقط جنین را در ۱۴ هفته اول بارداری قانونی می‌سازد.
بر اساس قوانین پیشین، نویسندگانی همچون ایبانیز و گارسیا ولاسکو استدلال کردند که جرم‌انگاری سقط جنین مانع انجام حدود ۱۰۰٬۰۰۰ سقط سالانه در کشور نمی‌شود. بنابراین، مجازات نه‌تنها از تولد جنین‌های سقط‌شده جلوگیری نمی‌کند، بلکه به مرگ زنان در اثر سقط‌های غیرقانونی و غیربهداشتی نیز منجر می‌شود (طبق سندی از دیوان عالی، ۲۰۰ تا ۴۰۰ زن در سال ۱۹۷۶ جان خود را از این طریق از دست دادند). افزون بر این، مدافعان سقط جنین قانونی معتقدند که این محدودیت‌ها عمدتاً زنان فقیر را تحت تأثیر قرار می‌دهد، زیرا زنانی که منابع مالی بیشتری دارند، می‌توانند برای انجام سقط جنین به کشورهای دیگر سفر کنند، پدیده‌ای که به «گردشگری سقط جنین» معروف است.
سقط جنین در اسپانیا قانونی است و تا ۱۴ هفته نخست بارداری بدون نیاز به توجیه خاصی انجام می‌شود. در مراحل بعدی، در صورتی که خطر جدی برای جان یا سلامت زن وجود داشته باشد یا نقص‌های جدی در جنین تشخیص داده شود، سقط جنین مجاز است.
قانون‌گذاری دربارهٔ سقط جنین در اسپانیا تاریخچه‌ای پرنوسان دارد. در دهه ۱۹۳۰، قوانین مربوط به سقط جنین در جمهوری دوم اسپانیا لیبرال‌تر شدند، اما این وضعیت دوام چندانی نداشت و در دوران اسپانیای فرانکو، با حمایت کلیسای کاتولیک، مجدداً جرم‌انگاری شد. این قوانین در سال ۱۹۸۵ تسهیل گردیدند و در سال ۲۰۱۰ به‌طور قابل توجهی آزادتر شدند. با این حال، سقط جنین همچنان یک مسئله بحث‌برانگیز در سیاست اسپانیا محسوب می‌شود، اما تلاش‌های مکرر برای محدودسازی آن تاکنون حمایت اکثریت را جلب نکرده است. در سال‌های اخیر، میزان سقط جنین کاهش یافته است، زیرا دسترسی بهتر به پیشگیری اضطراری از بارداری فراهم شده است.
مخالفان سقط جنین، از جمله کلیسای کاتولیک، این عمل را به‌عنوان گرفتن جان یک انسان بی‌گناه، عملی ذاتاً شرورانه و جنایت‌آمیز می‌دانند که احترام به زندگی را تضعیف کرده و جامعه را به سمت فرهنگ مرگ سوق می‌دهد.
حزب محافظه‌کار حزب مردم در ژوئن ۲۰۱۰ علیه برخی از مفاد این قانون به دادگاه قانون اساسی اسپانیا شکایت کرد. در برنامه انتخاباتی خود برای انتخابات سراسری ۲۰ نوامبر ۲۰۱۱، این حزب اصلاح قانون سقط جنین را گنجاند.
با این حال، هم حامیان و هم مخالفان قانونی شدن سقط جنین، استدلال‌های خود را در دفاع از زندگی، چه مادر و چه جنین، مطرح می‌کنند. تقریباً همه مردم اسپانیا که در این زمینه مورد مصاحبه قرار گرفته‌اند، بر لزوم افزایش آگاهی اجتماعی دربارهٔ سقط جنین و ضرورت تنظیم آن توسط دولت تأکید داشته‌اند.

## جمهوری دوم اسپانیا
در ۲۵ دسامبر ۱۹۳۶، در کاتالونیا، سقط جنین انتخابی در ۱۲ هفته نخست بارداری قانونی شد. این قانون در ۹ ژانویه ۱۹۳۷ با امضای Josep Tarradellas اجرایی شد (Diari Oficial de la Generalitat de Catalunya, núm.9).
در سال ۱۹۳۷، در مناطق تحت کنترل جمهوری در دوران جنگ داخلی اسپانیا و تحت حکومت سوسیالیستی حزب کارگران سوسیالیست اسپانیا (PSOE) به رهبری فرانسیسکو لارگو کابالرو، وزیر بهداشت کاتالونیا، فدریکا مونتسنی (از اعضای آنارشیست کنفدراسیون ملی کار) نیز سقط جنین را قانونی اعلام کرد. این قانون پس از پیروزی فرانسیسکو فرانکو لغو شد.

## قانون ارگانیک ۹/۱۹۸۵
در قوانین ارگانیک ۹/۱۹۸۵ که در ۵ ژوئیه ۱۹۸۵ تصویب شد، سقط جنین در سه مورد قانونی اعلام گردید: خطر جدی برای سلامت جسمی یا روانی زن باردار (توجیه درمانی)، تجاوز (توجیه کیفری) و ناهنجاری‌ها یا نقص‌های جسمی یا روانی در جنین (توجیه اصلاح‌نژادی).
بر اساس این قانون، مادر می‌توانست در مراکز بهداشتی عمومی یا خصوصی، در ۱۲ هفته نخست بارداری به دلیل تجاوز، در ۲۲ هفته نخست به دلیل دلایل اصلاح‌نژادی و در هر زمان از بارداری به دلایل درمانی، سقط جنین انجام دهد.
در موردهای دوم و سوم، ارائه گزارش پزشکی برای تأیید شرایط قانونی لازم بود؛ در مورد تجاوز، گزارش پلیس نیز مورد نیاز بود. در این سه مورد، سقط جنین تحت نظارت پزشک و در یک مرکز پزشکی مجاز و با رضایت صریح زن، مجاز شناخته می‌شد. در سایر موارد، قانون کیفری مجازات‌های مختلفی را برای مادران و پزشکانی که سقط جنین غیرقانونی انجام می‌دادند، تعیین می‌کرد.

## قانون ارگانیک ۲/۲۰۱۰
در ۳ مارس ۲۰۱۰، قانون ارگانیک ۲/۲۰۱۰ دربارهٔ سلامت جنسی و باروری و سقط جنین تصویب شد. هدف این قانون، تضمین حقوق اساسی مرتبط با سلامت جنسی و باروری بر اساس استانداردهای تعیین‌شده توسط سازمان جهانی بهداشت (WHO) و تنظیم شرایط سقط جنین و تعیین تعهدات مراجع دولتی بود. این قانون در ۵ ژوئیه ۲۰۱۰ اجرایی شد.
در عنوان دوم، مواد ۱۳ و ۱۴، سقط جنین در ۱۴ هفته نخست بارداری قانونی شد. در این مدت، زن می‌تواند به‌طور آزادانه و آگاهانه تصمیم به خاتمه بارداری بگیرد، بدون نیاز به مداخله شخص ثالث.
ماده ۱۵ تصریح می‌کند که سقط جنین تا ۲۲ هفته بارداری در مواردی که «خطرات جدی برای جان یا سلامت مادر یا جنین وجود داشته باشد» مجاز است. پس از هفته ۲۲، بارداری تنها در صورتی قابل خاتمه است که «ناهنجاری‌های جنینی ناسازگار با زندگی تشخیص داده شود» یا اگر «بیماری بسیار جدی و غیرقابل درمانی در جنین شناسایی و توسط یک کمیته بالینی تأیید شود».

## فرایند تصویب قانون جدید
در سال ۲۰۰۹، اصلاحیه‌ای بر قانون ۱۹۸۵ که سقط جنین را تحت سه مورد خاص تنظیم می‌کرد، بررسی شد. بر اساس قانون جدید، سقط جنین تحت هر شرایطی در ۱۴ هفته اول بارداری مجاز می‌شد و تا هفته ۲۲ در صورتی که خطری جدی برای جان یا سلامت زن باردار وجود داشته باشد یا ناهنجاری‌های جدی در جنین مشاهده شود، امکان‌پذیر بود. در مواردی که ناهنجاری‌های جنینی با زندگی ناسازگار تشخیص داده می‌شدند، محدودیت زمانی برای سقط جنین وجود نداشت. این قانون جدید همچنین به جوانان ۱۶ و ۱۷ ساله اجازه می‌داد بدون نیاز به رضایت والدین، اقدام به سقط جنین کنند.
این اصلاحیه که از سوی حزب کارگران سوسیالیست اسپانیا حمایت و توسط شورای دولتی تأیید شد، با انتقادات حزب محافظه‌کار مردم، کلیسای کاتولیک و گروه‌های ضد سقط جنین مواجه شد.
قانون ۲/۲۰۱۰ در زمینه سلامت جنسی و باروری و سقط جنین سرانجام با ۱۸۴ رأی موافق، ۱۵۸ رأی مخالف و یک رأی ممتنع به تصویب رسید. این قانون توسط حزب کارگران سوسیالیست اسپانیا (PSOE)، حزب حاکم به رهبری خوزه لوئیز رودریگز ساپاترو و وزیر برابری، بیبیانا آیدو حمایت شد. احزاب حامی دولت شامل حزب ملی‌گرای باسک (PNV)، چپ جمهوری‌خواه کاتالونیا (ERC)، چپ متحد (IU)، ابتکار برای سبزهای کاتالونیا (ICV)، بلوک ملی‌گرای گالیسیا (BNG)، ناواروآ بای و دو عضو از کنورجنس و اتحاد (CiU) بودند.
حزب مردم تنها حزبی بود که با تصویب این قانون مخالفت کرد. همچنین برخی اعضای دیگر احزاب مانند ائتلاف قناری، اتحاد مردم ناوارا (UPN)، اتحاد، پیشرفت و دموکراسی (UPyD) و هفت نماینده از CiU نیز با آن مخالفت کردند. در خارج از پارلمان نیز سازمان‌های مدنی مخالفت خود را ابراز کردند؛ از جمله نمایندگان کنفرانس اسقفی اسپانیا وابسته به کلیسای کاتولیک، جنبش‌های ضد سقط جنین و مؤسسه سیاست‌های خانواده (IPF).
در سال ۲۰۰۹، نظرسنجی‌ای که توسط مرکز تحقیقات جامعه‌شناختی (Centro de Investigaciones Sociológicas) در مورد جوانان اسپانیایی انجام شد، نشان داد که ۵۵٪ از جوانان معتقد بودند که تصمیم‌گیری در مورد سقط جنین تنها به زن باردار مربوط می‌شود، یک چهارم آنها بر این باور بودند که جامعه باید محدودیت‌هایی اعمال کند و ۱۵٪ به‌طور کلی با سقط جنین در هر شرایطی مخالف بودند.

## تعداد سقط جنین در اسپانیا

درصد بارداری‌های منجر به سقط جنین در اسپانیا

در سال ۲۰۰۹، تعداد سقط جنین‌ها ۱۱۲٬۰۰۰ مورد بود که حدود ۴۰۰۰ مورد کمتر از سال قبل (۱۱۵٬۸۱۲) محسوب می‌شد. این اولین کاهش از سال ۱۹۹۷ به بعد بود. به گفتهٔ ترینیداد خیمنس، وزیر وقت بهداشت و سیاست اجتماعی اسپانیا، این کاهش به دلیل عرضهٔ بدون نسخهٔ داروهای پیشگیری اضطراری از بارداری در داروخانه‌ها بود که در اواخر سپتامبر ۲۰۰۹ آزاد شد.

## سقط جنین دارویی و جراحی در اسپانیا
سقط جنین القایی یا پایان دادن به بارداری ناخواسته می‌تواند از دو روش انجام شود:
- سقط جنین دارویی - استفاده از داروهایی مانند میفپریستون و میزوپرستول.
- سقط جنین جراحی - مداخله در کلینیک یا بیمارستان از طریق روش‌هایی مانند آسپیراسیون، اتساع و کورتاژ.

در اروپا، استفاده از سقط جنین دارویی به‌طور کلی گسترده است، هرچند میزان استفاده از آن در کشورهای مختلف متفاوت است. در سال ۲۰۱۰، سقط جنین دارویی سهمی به این شرح داشت: ۶۷٪ از سقط‌های القایی در پرتغال، ۴۹٪ در فرانسه، ۴۰٪ در بریتانیای کبیر و ۷۰٪ در فنلاند. در اسپانیا، این میزان تنها ۴٪ بود؛ در ایتالیا نیز کمتر از ۴٪، از زمان آغاز عرضهٔ میفپریستون در دسامبر ۲۰۰۹.